# Rothia simyra
Rothia simyra är en fjärilsart som beskrevs av John Obadiah Westwood 1877. Rothia simyra ingår i släktet Rothia och familjen nattflyn. Inga underarter finns listade.